# Chrishuna Williams
Chrishuna Williams (née le 31 mars 1993) est une athlète américaine, spécialiste du 800 mètres. 

## Biographie
Troisième des sélections olympiques américaines, elle participe aux Jeux olympiques d'été de 2016 à Rio de Janeiro mais s'incline dès les séries du 800 m.
Elle remporte la médaille d'or du relais 4 × 800 mètres lors des Relais mondiaux de l'IAAF 2017, aux côtés de Chanelle Price, Laura Roesler et Charlene Lipsey.
Le 3 février 2018, lors des Millrose Games à New York, elle établit un nouveau record du monde du relais 4 × 800 mètres en 8 min 05 s 89 en compagnie de Raevyn Rogers, Charlene Lipsey et Ajee Wilson.